# Kirill Shevchenko
Kirill Shevchenko (ukrainisch Кірілл Сергійович Шевченко ‚Kirill Serhijowytsch Schewtschenko‘; * 22. September 2002 in Kiew) ist ein ukrainischer Schachspieler, der seit 2023 für den rumänischen Schachverband spielt.

## Leben
Kirll Shevchenko besuchte seit seinem dritten Lebensjahr die Momot-Schachschule in Kramatorsk. Er studierte an der Staatlichen Universität für Körperkultur Lwiw. Er ist auf der Liste vom 28. Mai 2023 der Personen, die nach einem sportlichen Auslandsaufenthalt nicht in die Ukraine zurückgekehrt sind, was nach ukrainischem Gesetz illegal ist. Trainiert wird Kirill Shevchenko seit September 2023 von Roman Vidonyak.

## Erfolge
Bei Jugendeuropameisterschaften und Jugendweltmeisterschaften erreichte er Podestplätze: Dritter bei der EM 2010 und der WM 2010 in der Altersklasse U8 sowie Dritter bei der EM 2012 (U10).
Er wurde Zweiter bei der offenen ukrainischen Meisterschaft 2020 in Omelnyk, bei der regulären ukrainischen Einzelmeisterschaft 2021 in Charkiw wurde er Dritter. Die Universitäts-Schnellschach-Weltmeisterschaft 2021, die in einer Online-Austragung stattfand, gewann er für die Staatliche Universität für Körperkultur Lwiw spielend. Im August 2021 gewann er das Rubinstein-Memorial in Polanica-Zdrój vor David Navara. Im November 2021 gewann er das Lindores-Abbey-Blitzturnier in Riga vor Fabiano Caruana. Bei der Europameisterschaft 2023 in Vrnjačka Banja wurde er Zweiter, punktgleich mit dem Europameister Alexei Sarana. Beim Schach-Weltpokal 2023 in Baku gewann er nach einem Freilos in der ersten Runde in der zweiten Runde 2:0 gegen Ilia Smirin, verlor dann jedoch in der dritten Runde mit 0,5 zu 1,5 gegen Alexei Sarana. Die rumänische Einzelmeisterschaft gewann er 2023 in Sebeș.
In der spanischen Mannschaftsmeisterschaft im Schach spielte er für Jaime Casas Monzon und Silla-Integrant Col.lectius, in Polen für KSz MIEDŹ Legnica (ab 2020 am Spitzenbrett) und in der tschechischen Extraliga für GASCO Pardubice. In Deutschland spielt er seit 2016, zuerst für den SC Emmendingen in der 2. Bundesliga Süd und seit 2021 in der Schachbundesliga am Spitzenbrett des SV Werder Bremen. In Rumänien spielt er für CSU ASE Bukarest.

### Mannschaftsschach
Für die ukrainische Nationalmannschaft spielte er bei der Online-Schacholympiade 2020. Durch seinen Sieg gegen Liu Yan dort bezwang die Ukraine China und erreichte das Viertelfinale. Die Mannschaftseuropameisterschaft 2021 in Čatež ob Savi gewann er mit der Ukraine am vierten Brett. Ebenfalls spielte er für die Ukraine bei der Mannschaftsweltmeisterschaft 2022 in Jerusalem und bei der Schacholympiade 2022 in Mamallapuram.

### Normen und Rating
Seit September 2016 trägt er den Titel Internationaler Meister (IM). Die Normen hierfür erzielte er beim Czech Open in Pardubice im August 2015, in der A-Gruppe des Moskau Opens im Februar 2016 mit Übererfüllung sowie beim Aljechin Memorial in Woronesch im Juni 2016. Seit Oktober 2017 trägt er den Großmeister-Titel (GM). Die Normen für seinen GM-Titel erzielte er innerhalb von fünf Monaten: Eine beim 8. Pfalz Open in Neustadt an der Weinstraße im Februar 2017, das er gewann, eine weitere bei der Europameisterschaft in Minsk im Juni 2017 und die dritte GM-Norm beim 37. Internationalen Open in Benasque im Juli 2017. Alle GM-Normen erzielte er mit Übererfüllung.
Mit seiner höchsten Elo-Zahl von 2694 im Juni 2023 lag er auf dem 39. Platz der FIDE-Elo-Rangliste.

### Betrugsvorwurf und Sperre
Bei der spanischen Mannschaftsmeisterschaft 2024 trat er als Spieler für die Mannschaft Silla an und wurde aufgrund eines Betrugsverdachtes disqualifiziert. Nach Anhörung aller Parteien wurde Shevchenko von der Meisterschaft ausgeschlossen und seine Partien wurden für seine Gegner (Francisco Vallejo Pons und Bassem Amin) als gewonnen erklärt. Shevchenko wies den Betrugsvorwurf von sich.
Im März 2025 wurde er von der FIDE wegen versuchten Betrugs rückwirkend für drei Jahre gesperrt, davon ein Jahr auf Bewährung. Er ist damit ab Oktober 2026 wieder spielberechtigt. Shevchenko hatte eingeräumt, während des Turniers ein Mobiltelefon im Sanitärbereich deponiert und darüber Zugriff auf die Plattform Lichess gehabt zu haben. Den Einsatz der Schach-Engine zur Analyse seiner laufenden Partien bestritt er. Ein konkreter Betrug konnte auch durch statistische Analysen nicht nachgewiesen werden, die Sperre erfolgte aufgrund des nachgewiesenen Versuchs.